# 2023년 kt wiz 시즌
2023년 Kt 위즈 시즌은 kt 위즈가 KBO 리그에 참가한 9번째 시즌으로, 이강철 감독이 팀을 이끈 5번째 시즌이다. 박경수가 지난 시즌에 이어 주장을 맡았다. 팀은 초반에 부상자 속출로 인해 최하위를 전전했으나 후반기 들어 대반등에 성공하며 10팀 중 정규시즌 2위에 올라 4년 연속으로 포스트시즌에 진출했다. 이후 플레이오프에서 NC 다이노스를 상대로 리버스 스윕을 거두며 한국시리즈에 올랐으나, 벤자민 외엔 이렇다할 좌완투수가 없어 한국시리즈에서 LG 트윈스에게 1승 4패로 밀리며 최종 준우승을 기록했다.

## 타이틀
- 성구회 헌액: 황재균
- 항저우 아시안 게임 금메달: 강백호, 박영현
- 월드 베이스볼 클래식 국가대표: 이강철(감독), 고영표, 소형준, 강백호, 박병호
- BA WBC 유망주 랭킹: 강백호 (7위)
- 아시아 야구 선수권 대회 동메달: 정준영
- KBO 수비상: 박병호 (1루수)
- 리얼글러브: 고영표 (선발투수), 박영현 (구원투수)
- 리얼글러브 베스트 배터리상: 고영표, 장성우
- 조아제약 프로야구대상 최고투수상: 고영표
- 조아제약 프로야구대상 기량발전상: 박영현
- 스포츠서울 올해의 투수상: 고영표
- 한은회 최고의 투수상: 고영표
- 플레이오프 MVP: 손동현
- 올스타 선발: 박병호 (1루수)
- 올스타전 추천선수: 고영표, 박영현, 김상수
- 올스타전 우수투수상: 박영현
- 한국대학스포츠협의회 선정 단국대학교 출신 올스타: 조용호 (우익수)
- 홀드: 박영현 (32)
- 승률: 쿠에바스 (1.000)
- 견제 아웃: 고영표 (4)
- 선발 GSC: 벤자민 (9월 12일 SSG전, 88)
- 포일 사이 진루: 알포드 (4)

### 퓨처스리그
- 리얼글러브 퓨처스리그: 강민성, 강건, 김병준
- 퓨처스 올스타전 우수타자상: 김병준
- 퓨처스 올스타: 김영현, 이준희, 김병준, 정준영
- 3루타: 김병준 (6)
- 남부리그 장타율: 강민성 (0.587)

## 선수단
- 선발투수: 고영표, 쿠에바스, 엄상백, 벤자민, 배제성, 슐서, 소형준
- 구원투수: 박영현, 손동현, 이상동, 전용주, 주권, 김영현, 조현우, 이선우, 하준호, 박세진, 심재민, 이채호, 김태오, 김민수, 김민, 조이현
- 마무리투수: 김재윤, 강건, 김정운
- 포수: 장성우, 김준태, 문상인, 강현우
- 1루수: 박병호, 오윤석
- 2루수: 이호연, 박경수, 손민석, 박민석, 이상호, 문상준, 류현인
- 유격수: 김상수, 장준원, 신본기
- 3루수: 황재균, 강민성, 김병희
- 좌익수: 알포드, 정준영
- 중견수: 배정대, 홍현빈, 김병준
- 우익수: 김민혁, 송민섭, 안치영, 조용호, 이시원
- 지명타자: 강백호, 문상철

## 여담
- 홈구장인 수원케이티위즈파크의 좌석 수를 기존 20000석에서 18700석으로 줄였다.
- 문상인은 전반기에 총 4구를 상대했는데, 모두 볼이었다.
- 9월 17일 한화 이글스와의 경기는 도중에 204분동안 중단되어 KBO 리그 사상 최장 시간 중단 기록으로 남아있다.
- 쿠에바스는 승률 1.000으로 KBO 리그 역대 단일 시즌 최고 승률을 기록했다.
- 고영표는 BB/9 0.98로 KBO 리그 역대 단일 시즌 이닝 당 최저 볼넷 허용 기록을 세웠다.
- 고영표는 퀄리티 스타트+ 17회, 퀄리티 스타트+ 달성률 63%로 2013년 이후 KBO 리그 역대 단일 시즌 최다, 최고 기록을 세웠다.
- 고영표는 이닝 당 14구로 규정 이닝을 채운 투수 중 2013년 이후 KBO 리그 단일 시즌 최소 기록을 세웠다.
- 고영표는 이 시즌 2013년 이후 KBO 리그에서 규정 이닝을 채운 투수 중 단일 시즌 초구 스트라이크 비율이 가장 높았다.
- 이 시즌 벤자민이 마운드에 있을 때 총 12명의 주자가 도루를 시도했는데, 이 중 도루에 실패한 주자는 한 명도 없었다.
- 알포드는 상대의 포일 사이 총 4회 진루하여 2013년 이후 KBO 리그 단일 시즌 최다 기록을 세웠다.
- 박병호는 1루 주자일 때 단타 시 2베이스 이상 진루 성공률 3.2%로 2013년 이후 규정 타석 충족 타자 중 최저 기록을 세웠다.
- 이상호는 이 시즌을 끝으로 은퇴하여 KBO 리그 역대 통산 최저 WAR(-4.05) 기록을 세웠다.
- 손민석은 이 시즌까지 득점권 출루율 1.000을 기록하여 2013년 이후 KBO 리그 10대 타자 통산 최고 기록을 세웠다.

## 같이 보기
- 2024년 Kt 위즈 시즌